# Резолюция 123 на Съвета за сигурност на ООН
Резолюция 123 на Съвета за сигурност на ООН е приета на 21 февруари 1957 г. по повод индо-пакистанския спор за областта Кашмир.
Като припомня предишните си резолюции по въпроса, с Реозлюция 123 Съветът за сигурност предлага секретарят на Съвета за безопасност, представител на Швеция в Съвета, да посети Индийския субконтинент, където да обсъди с правителствата на Индия и Пакистан всички предложения, които по негово мнение биха допринесли за успешното разрешаване на спора, и да представи пред Съвета доклад за проведените консултации на място, който да бъде представен пред Съвета не по-късно от 15 април 1957. Резолюцията приканва правителствата на Индия и Пакистан да съдействат на секретаря при изпълнението на поставената му мисия. От генералния секретар на ООН и от представителите на Индия и Пакистан в Обединените нации се изисква да оказват на секретаря на Съвета за сигурност необходимото му съдействие.
Резолюция 123 е приета с мнозинство от десет гласа „за“ и един „въздържал се“ от страна на Съветския съюз.